# Anderson Teodoro
Anderson Teodoro da Cunha (Goiânia, 05 de agosto de 1977 ) é um empresário e político brasileiro, filiado ao Avante. 
Nas eleições de 2022, foi eleito deputado estadual em Goiás com 25.552 votos (0,74% dos votos válidos). 